# Thomas Funck (1672–1713)
Thomas Funck, född den 25 februari 1672, död den 15 november 1713, var en svensk militär och diplomat. Han var son till Johan Funck och bror till Gustaf Funck.
Funck blev 1694 kornett, deltog 1702 som kapten vid Livdragonerna i slaget vid Klissow, blev 1703 överstelöjtnant, och följde 1709 Karl XII till Turkiet och blev 1710 överste för Södermanlands regemente. Han sändes till Konstantinopel för att åt kungen upplåna en större penningsumma och sedan han lyckligt utfört sitt uppdrag utnämndes han till envoyé i Osmanska riket. Som Sveriges officielle representant spelade Funck en viss roll i det invecklade intrigspelet under dessa år, men kungens egentlige förtroendeman var Stanisław Poniatowski. Under sin tid som sändebud köpte han fri svenska medborgare som tagits till fånga under kriget och hamnat på slavmarknaden i Konstantiopel via slavhandeln på Svarta havet.   Funck deltog även i kalabaliken i Bender men dog samma år i Konstantinopel.